# Крылов, Виктор Николаевич
Ви́ктор Никола́евич Крыло́в (23 сентября 1914, г. Ростов-на-Дону, Область Войска Донского, Российская империя — 14 апреля 1999, г. Йошкар-Ола, Марий Эл, Россия) — советский журналист, член Союза журналистов СССР. Заместитель главного редактора республиканской газеты Марийской АССР "Марийская правда (1947—1951). Заслуженный работник культуры РСФСР (1971), заслуженный работник культуры Марийской АССР (1966). Участник Великой Отечественной войны. Член ВКП(б) с 1943 года.

## Биография
Родился 23 сентября 1914 года в г. Ростов-на-Дону в семье советско-партийного работника, репрессированного в г. Йошкар-Оле в 1937 году. В 1932 году окончил Йошкар-Олинский педагогический техникум, в 1941 году — Марийский государственный педагогический институт им. Н. К. Крупской.
В 1942 году призван в Красную армию. Участник Великой Отечественной войны: пулемётчик, начальник отделения кадров стрелковой дивизии, капитан административной службы. Был неоднократно ранен. В 1943 году принят в ряды ВКП(б). Награждён орденами Отечественной войны I (1985) и II степени (1945), Красной Звезды (1944), боевыми медалями, в том числе медалью «За боевые заслуги» (1943).
С 1932 года — сотрудник редакции республиканской газеты «Марийская правда», в 1947—1951 годах — заместитель главного редактора. В этой газете проработал до 1970 года. В 1955 году заочно окончил Высшую партийную школу при ЦК КПСС. В 1966 году присвоено почётное звание «Заслуженный работник культуры Марийской АССР», в 1971 году — звание «Заслуженный работник культуры РСФСР».
Умер 14 апреля 1999 года в г. Йошкар-Оле.

## Звания и награды
- Заслуженный работник культуры РСФСР (1971)[1][2][3]
- Заслуженный работник культуры Марийской АССР (1966)[1] [2][3]
- Орден Отечественной войны I степени (06.04.1985)[1][2][3]
- Орден Отечественной войны II степени (08.03.1945)[5]
- Орден Красной Звезды (01.08.1944)[6]
- Медаль «За боевые заслуги» (31.01.1943)[7]
- Медаль «За оборону Ленинграда» (22.12.1942)[8]
- Медаль «За победу над Германией в Великой Отечественной войне 1941—1945 гг.» (09.05.1945)[9]
- Медаль «За освобождение Праги» (09.06.1945)[10]
- Медаль «За взятие Берлина» (09.06.1945)[11]
- Медаль Польши (1946, дважды)[1][2][3]
- Юбилейная медаль «За доблестный труд. В ознаменование 100-летия со дня рождения Владимира Ильича Ленина»
- Почётная грамота Президиума Верховного Совета Марийской АССР (1951, дважды), 1965)[1][2][3]